# Audiologija
Audiologija ili nauka o sluhu (od lat reči audio - čuti i grč λογία - nauka) je grana otorinolaringologije i otoneurologije koja se bavi ispitivanjem fiziologije sluha, eksperimentalnim i kliničkim ispitivanjima sluha, dijagnostikom i lečenjem bolesti uva koje su praćene gubitkom sluha i rehabilitacije sluha i govora.
U novije vreme ova moderna nauka obuhvata ne samo probleme vezane za sluh i komunikaciju putem njega, već se bavi i problemima drugih organa unutrašnjeg uva - vestibularni aparat. Kako se pored audiologije, kao nauke o sluhu, problemima uva bavi i vestibulologija, kao nauka o vestibularnim funkcija, sve češće se u svakodnevnoj praksi govori o zajedničkoj disciplini audio-vestibulologiji.

## Zadaci audiologije
Audiolozi su zdravstveni radnici koji obezbeđuju pacijentu zaštite, prevenciju, identifikaciju, dijagnostiku i lečenje zasnovanu na dokazima o stanju sluha, ravnoteže, i drugim zvučnim poremećajima kod ljudi svih uzrasta. 
Sluha i poremećaji ravnoteće su složeni medicinski, psihološki, fizički, socijalni, obrazovni i profesionalni problemi, od kojih zavisi normalan život i funkcionisanje neke osobe. U tom kontekstu audiolozi pružaju stručne i personalizovane usluge kako bi se smanjio negativan uticaj slušnih i vestibularnih poremećaja.
Audiologija danas pruža nove i uzbudljive mogućnosti jer se kao naučna oblast neprestano širi i brzo razvija u raznovrstne discipline. Pojedinci sa interesom za biološke nauke, psiholozi, fizičari i elektroničari, kao i stručnjaci za govor i razvoj jezika, mogu se naći u ovoj oblasti na istom zadatku u budućim istraživanjima koja mnogo toga imaju da im ponude. Mnogi audiolozi zato danas rada u multidisciplinarnim timovima, koje čine medicinski, opšteobrazovani kadrovi i istraživači iz raznih oblasti nauke.

## Audiometrija u audiologiji
Sluh je senzorni modalitet koji omogućava percepciju zvuka i govora. Time on omogućava istovremeno razvoj govora i komunikacije, što čini čoveka jedinstvenim u živom svetu. 
Ispitivanjem sluha ili audiometrijom utvrđuje se ima li ispitanik uredan sluh ili postoji oštećenje sluha. Ukoliko postoji oštećenje sluha, pregledom i dijegnostičkom obradom utvrđuje se vrsta, mesto i jačina oštećenja sluha. 
Prema odnosu vazdušne i koštane provodljivosti, nagluvost može biti sprovodna ili senzoneuralna. Određivanje mesta oštećenja sluha ili topodijagnostika je preduslov za postavljanje ispravne dijagnoze i uspešno lečenje. 
Mesto oštećenja sluha može biti: spoljašnje uho, srednje uvo, unutrašnje uvo, slušni živac i centralni deo slušnog puta (moždano stablo, subkortikalne jezgra, moždana kora).
Testovi koji se koriste u audiometriji za određivanje vrste, mesta i nivo oštećenja sluha su: 
Akumetrija
Ova metoda predstavlja ispitivanje sluha muzičkim uređajima. 
Tonska audiometrija (TA)
Tonska audiometrija (tonski audiogram) pokazuje, osim mesta oštećenja, i jačinu oštećenja sluha, upoređujući prag sluha ispitanika sa standardnim „nultim” pragom sluha primenom čistih tonova i izražava se u decibelima (dB). Ona pokazuje slušno polje ispitanika prikazujući intenzitetski (ordinata) i frekvencijski (apscisa) raspon. 
Govorna audiometrija (GA)
Govorna  audiometrija (govorni audiogram) ispituje razumljivost reči u odnssu na jačinu nadražaja čime se ispituje više nivoa slušnog puta.  
Timpanometrija (TG)
Timpanometrija (timpanogram) je dijagnostička metoda kojom se ispituje nadražqivost timpanoosikularnog sistema. Timpanometrija omogućava i ispitivanje kohleostapesnog refleksa (STAR), snimanjem defleksije zvučnim nadražajem dovoljne jačine, na uredno čujućem uvu 70 do 100 dB iznad praga sluha.   
Otoakustična emisija (OAE)
Otoakustična emisija (OAE) snima zvuk koji generiše unutarnje uvo, a nastaje kontrakcijama spoljnjih receptora. Može biti spontana ili evocirana. 
Audiometrija evociranih potencijala moždanog stabla (BERA)
Audiometrija evociranih potencijala moždanog stabla (BERA, ABR) je objektivna metoda, koja se služi merenjem biolektične aktivnosti slušnog puta nakon zvučnog nadražaja radi određivanja oštećenja sluha. Evocirani potencijali dobiju se uprosečivanjem signala i prikazuju se karakterističnom krivuljom, u kojoj pojedine defleksije predstavljaju pojedine djelove slušnog puta, nakon određene latencije. 
Supraliminarna audiometrija (SA) – ABLB
Supraliminarna audiometrija (SA) određuje oštećenje sluha u dubini slušnog polja kod nagluhosti, kako bi se utvrdilo da li se  radi o senzoričkom ili neuralnom oštećenju. 
.

## Značaj audiologije za razvoj otoneurologije
Široka primena audio-vestibulologije u neurološkoj dijagnostici dovela je do značajnog razvoja otoneurologije, kao nauke koja koristi ispitivanje sluha i vestibularnog aparata u otkrivanju brojnih poremežaja centralnog nervnog sistema, ali i njihovog uticaja na funkciju organa
smeštenih u unutrašnjem uvu.
Centralni nervni sistem i oargani sluha i ravnoteže filogenetski, anatomski i funkcionalno intimno su povezani međusobom, što u zajednici sa  razvojem sve savršenije i sofisticiranije tehnike ispitivanja omogučava preciznu oto-neurološku dijagnostiku, kao nezaobilaznu oblast u
otkrivanju oštećenja moždanog stabla, malog i velikog mozga.

## Audiološka rehabilitacija
Rehabilitacija sluha može biti medicinska i audiološka. 
Medicinska rehabilitacija
Ima za cilj da putem konzervativnih (medikamentnih) ili hirurških metoda poboljša (gde god je to moguće oštećeni sluh. Medicinska rehabilitacija treba da seprimeni u svim slučajevima gde postoji i najmanje očekivanje da se sluh može popravi. Svako poboljšanje sluha, ako i nije dovoljno da omogući socijalni kontat, ipak može omogućiti lakšu upotrebu slušnog aparata, i skraćuje vreme trajanja audiološke rehabilitacije. 
Danas se smatra da treba operisati svaku provodnu nagluvost gde može da se ocˇekuje izvesno poboljšanje sluha i spreči dalje napredovanje bolesti. Kod perceptivnih oštećenja sluha hirurške intervencije ne dolaze u obzir, ali u nekim slučajevima, naročito svežim, može lekovima sluh nešto da se popravi ili bar zaustavi njegovo pogoršanje. Pri tome je od velikog značaja da se ne dozvoli dalje dejstvo agensa, koji je doveo do oštecćenja sluha.
Audiološka rehabilitacija
Ova vrsta rehabilitacije nema za cilj popravljanje sluha, već ima zadatak da raznim aparatima toliko pojača spoljne zvuke, da ih mogu čuti i nagluve osobe kojima se sluh nije mogao popraviti. Njoj se pristupa tek kada su medicinskim i hirurškim lećenjem iscrpljene sve dalje mogućnosti za popravku sluha.
Pre početka ove rehabilitacije ispituje se da li postoje dovoljni ostaci sluha za primenu slušnog aparata i audiološku rehabilitaciju, ili je gubitak sluha odgovara praktičnoj gluvoći, kako bi se umesto rehabilitaciju uz primenu sluđšnih aparata, počela rehabilitacija predvišena za potpuno gluve.

Posle audiološke rehabilitacije mora se primenom slušnih uvežbavanja ponovo omogućiti uspostavljanje socijalnog kontakta preko sluha i govora.
Koju vrstu rehabilitacije primeniti?
Vrsta rehabilitacije koja će biti primenjena u lečenju zavisi od prirode, velićine i uzroka oštećenja sluha, vremena kad je ono nastalo, kao i od starosti, zdravstvenog stanja i mentalnih sposobnosti bolesnika.